# 宇文遜昵延
宇文 遜昵延（うぶん そんじつえん、拼音：Yŭwén Xùnnìyán、生没年不詳）は、鮮卑宇文部の大人。父は宇文莫珪。子は宇文乞得亀。『晋書』・『資治通鑑』では宇文悉獨官と表記される。

## 生涯
元康9年（299年）、宇文遜昵延は拓跋部に朝貢し、拓跋禄官の長女を娶った。
父の宇文莫珪が死ぬと、位を継いだ。彼の時代、宇文部は漠北に勢力を築いていたという。また、宇文部に代々伝わる玉璽三紐を天からの授りものだと喧伝し、自らの偉大さを誇っていたという。
大興2年（319年）12月、遼東を支配する東晋の東夷校尉崔毖は慕容部が強盛である事を妬み、高句麗・段部・宇文部へ使者を派遣し、協力して慕容部を滅ぼし、その領土を分割するよう持ち掛けた。宇文遜昵延はこれに応じて軍を発し、高句麗・段部もまた軍をそれぞれ動かした。三国連合軍は棘城へ到達すると、攻撃を仕掛けたが、慕容部の大人慕容廆は門を閉じて籠城した。この時、宇文部の兵力は数十万を数え、陣営は四十里も連なっていたという。慕容廆は敢えて宇文遜昵延の下に使者を送って牛肉や酒を手厚く贈り届けさせると、大きな声で「崔毖から昨日、使者が来ましたぞ」と周囲の兵へ話させた。これを伝え聞いた二国は、宇文遜昵延と慕容廆が裏で通じているのではないかと疑い、兵を退却させてしまった。だが、宇文遜昵延は「二国が帰ったならば、我は独りでこれを取るまでだ」と述べ、単独で攻撃を継続した。
慕容廆は徒河にいる庶長子の慕容翰に救援を乞うたが、慕容翰は動かなかった。これを聞いて宇文遜昵延は「慕容翰はもともとその勇猛さで名の知れた男だ。その男が今、救援に来ようともしない。もしかすると何か考えているのかもしれん。まず、奴を先に落とすべきだ。棘城などいつでも落とせる」と言い、数千騎を派遣して慕容翰を襲撃させた。慕容翰は敵の侵攻を知ると、部下を段部の使者に変装させて差し向けた。その使者は宇文部軍に会うと「我々にとって慕容翰は長い間頭痛の種でした。あなた方がこれを襲撃すると聞きましたので、我等も出陣して徒河にてあなた方を待っております。どうか急いで進軍下さい」と伝えた。使者を送り出した慕容翰は城から出て伏兵となり、敵を待ち受けた。宇文部軍は使者の言葉を真に受けて大いに喜び、進軍を早めた。そして備えもしないまま、伏兵の中へ入って行った。慕容翰軍は一斉にこれを攻撃し、奮戦して敵をことごとく捕らえた。
慕容翰は勝ちに乗じて進撃を開始すると、棘城へ使者を派遣して慕容廆へ出撃を請うた。慕容廆は慕容皝と長史裴嶷に精鋭を与えて先鋒とし、自身は大軍を率いてこれに続いた。慕容廆が襲撃した時、宇文遜昵延は全く備えをしていなかったため、驚いて全軍を出陣させた。慕容翰はこの時千騎を率いて敵陣の背後に控えており、先鋒が戦いを始めたのを見計らって宇文遜昵延の陣営へ突入し、これを焼き払っていった。宇文遜昵延の兵は大混乱に陥り、為す術もなく大敗した。宇文遜昵延は体一つで逃げ出し、兵卒のほとんどが捕虜となった。更に玉璽三紐が奪われてしまった。
その後、宇文遜昵延は棘城へ使者を派遣し、今回の戦役が崔毖の企みである事を告げ、和平を請うた。崔毖は家族を棄てて数十騎と共に高句麗へ亡命した。
宇文遜昵延が死ぬと、子の宇文乞得亀が後を継いだ。没年は不明だが、325年2月には宇文乞得亀が継いでいるので、それより以前である。